# Овал Каннин
«Олімпійський Овал Каннин» (раніше Науковий овал) — критий ковзанярський стадіон у м. Каннин. Під час Олімпіади-2018 на ньому проводяться змагання з ковзанярського спорту.

## Змагання
- Чемпіонат світу з ковзанярського спорту на окремих дистанціях — 9-12 лютого 2017.
- Ковзанярський спорт на зимових Олімпійських іграх 2018 — 10-24 лютого 2018.

## Олімпійський овал після Олімпіади
Після Олімпіади критий ковзанярський центр перетвориться на найбільший в Південній Кореї льодовий овал.